# 김성주 (2006년)
김성주(金成柱, 2006년 8월 2일 ~ )은 대한민국의 축구 선수로, 포지션은 공격형 미드필더이다. 현재 K리그2 수원 삼성 블루윙즈 소속이다.